# 敘爾達爾
敘爾達爾（挪威語：Suldal）是挪威的一個市镇，位於羅加蘭郡，行政中心为桑村。市镇面积为1,737平方公里，人口数量为3,804人（2020年），人口密度为每平方公里2.4人。